# Северна Сосва
Северна Сосва (на руски: Северная Сосьва) е река в Азиатската част на Русия, Западен Сибир, Ханти-Мансийски автономен окръг, Тюменска област ляв приток на река Об. Дължината ѝ е 754 km, което ѝ отрежда 81-во място сред реките на Русия.
Река Северна Сосва се образува от сливането на реките Голяма Сосва (69 km, лява съставяща) и Малка Сосва (42 km, дясна съставяща), на 133 m н.в., в най-западната част на Ханти-Мансийския автономен окръг, Тюменска област. Двете съставящи реки водят началото си от източния склон на планината Северен Урал. По цялото си протежение (с изключение на горното течение) реката тече през Северо-Сосвинските възвишения, като няколко пъти рязко сменя посоката на течението си. В началото на североизток, изток и югоизток (163 km), след устието на река Тапсуй – на север (254 km), след устието на Ляпин – на югоизток (189 km) и накрая след устието на Малка Сосва (голям десен приток, да не се бърка с дясната съставяща я) – на север-североизток (148 km).
В горното течение Северна Сосва протича по източните разклонения на Северен Урал и има типичен планински характер. Тук речната ѝ долина е тясна, като десният ѝ бряг е ограничен от паралелния уралски хребет Северна експедиция. Има недоразвита заливна тераса, слабо заблатена и силно залесена. Руслото на реката е добре изразено с ширина от 20 до 100 m, а дълбочината рядко превишава 1 m. Почти навсякъде се срещат каменисти речни прагове и бързеи.
В средното течение долината ѝ се разширява от 10 до 40 km и има коритообразна форма. Заливната тераса е вече ясно изразена и заблатена, а руслото на реката и с много меандри и сравнително малко ръкави. Ширината му се колебае от 80 до 500 m, а дълбочината – от 2 до 8 m, но все още има участъци с бързеи.
В долното течение Северна Сосва на протежение от близо 200 km тече по широката долина на река Об и успоредно на нейното течение. В този участък границите на долината на Северна Сосва са неопределени, особено десния бряг, като разстоянието между двете реки не превишават 15-20 km и на много места са свързани чрез ръкави и протоци. Руслото на Северна Сосва се разделя на стотици ръкави и протоци и множество непостоянни острови. Ширината на основното корито достига до 500-800 m, дълбочината до 18 m, а скоростта на течението е много малка – 0,5 m/s. Главният ръкав на Северна Сосва се влива отляво в река Об (в протока Малък Об) при нейния 551 km, на 2 m н.в., при село Пугори, Ханти-Мансийски автономен окръг.
Водосборният басейн на Северна Сосва обхваща площ от 98,3 хил. km2, което представлява 3,29% от водосборния басейн на река Об и обхваща части от Ханти-Мансийския автономен окръг.
Границите на водосборния басейн на реката са следните:
- на изток – водосборните басейни на реките Синя, Сеул и други по-малки, леви притоци на Об;
- на юг – водосборните басейни на река Конда, ляв приток на Иртиш и река Тавда, ля приток на Тобол;
- на запад – водосборния басейн на река Печора, вливаща се в Баренцево море.

Река Северна Сосва получава 30 притока с дължина над 20 km, като 10 от тях са с дължина над 100 km:
- 675 ← Лепля 169 / 2060, на 12 km южно от село Няксимвол
- 658 → Няйс 170 / 3610, на 6 km югозападно от село Няксимвол
- 591 ← Тапсуй 283 / 9430, на 8 km югоизточно село Нерохи
- 552 ← Висим 214 / 4220
- 448 → Воля 226 / -
- 337 → Ляпин 404 / 27300, при село Патрасуй
- 233 ← Ялбиня 101 / 3170
- 163 ← Сисконсингя 192 / 2430, на 12 km югозападно от посьолок Игрим
- 148 ← Малка Сосва 484 / 10400, при посьолок Игрим
- 3 → Вогулка 256 / 6550, при село Пугори

Подхранването на реката е смесено, като преобладава снежното. Пълноводието продължава от май до септември Среден годишен отток при посьолок Игрим, на 147 km от устието 786,3 m3/s. Замръзва в края на октомври или началото на ноември, а се размразява в края на април или началото на май.
По течението на реката са разположени 15 населени места, в т.ч.селищата от градски тип (посьолки): Игрим и Берьозов.
В долното течение на реката са разположени големи находища на природен газ. При високи води е плавателна за малки съдове на около 640 km от устието, до село Няксимвол, а при маловодие до село Сосва.